# 의도군
의도군(宜都郡)은 후한 말에 설치한 중국의 옛 군이다.

## 후한
조조가 208년(건안 13년) 형주를 확보한 후 그 행정 구역을 개편하면서 남군 지강현(枝江縣)의 서쪽을 갈라 임강군(臨江郡)을 세웠다. 210년 유비가 이곳을 취하여 의도군으로 개명하였다. 지금의 후베이성 이창시 서부, 언스 투자족 먀오족 자치주 일대이다. 216년 유비가 익주에 고릉군(固陵郡)을 설치하면서 무현이 떨어져 나갔다.
| 현명   | 한자   | 대략적 위치      | 비고                                                                             |
| ------ | ------ | ---------------- | -------------------------------------------------------------------------------- |
| 이도현 | 夷道縣 | 이창시 이두 시   | 서북쪽에 의양산(宜陽山), 동남쪽에 양장산(羊腸山)이 있다.                         |
| 한산현 | 佷山縣 | 이창시 창양 현   | 전한 때는 무릉군에 속하였다.                                                     |
| 이릉현 | 夷陵縣 | 이창시           | 오는 서릉(西陵)이라 불렀다. 강남에 형문산(荊門山), 강북에 호아산(虎牙山)이 있다. |
| 무현   | 巫縣   | 충칭시 우산 현   | 216년 고릉군에 편입되었다. 곽박(郭璞)은 본 현에 무산(巫山)이 있다고 기록했다.    |
| 자귀현 | 秭歸縣 | 이창시 쯔구이 현 |                                                                                  |

## 오, 서진
219년 손권이 관우를 쳐 의도군 등 형주를 차지하고 고릉군 무현까지 진출하였다. 촉의 고릉군에 대항하여 무현과 자귀현에 오의 고릉군을 신설하고 반장을 태수로 앉혔다. 이릉 전투를 거치면서 다시 의도군으로 흡수됐다. 260년(영안 3년) 손휴가 자귀 등 의도군의 서부를 떼어내 건평군(建平郡)을 만들었다. 서진 때는 3현 8,700호를 거느렸다.
| 현명   | 한자   | 비고                                                                       |
| ------ | ------ | -------------------------------------------------------------------------- |
| 이릉현 | 夷陵縣 | 280년(서진 무제 태강 원년), 서릉현(西陵縣)에서 지금의 이름으로 개명되었다. |
| 이도현 | 夷道縣 |                                                                            |
| 항산현 | 佷山縣 | 280년, 진나라가 흥산현(興山縣)으로 고쳐 부르다가 원래 이름으로 개명되었다. |

## 동진, 유송, 남제
4현 1,843호 34,220명을 거느렸다. 형주치소인 남군 강릉까지 수로로 350리였으나 육로로 강릉과 연결되진 않았다. 그리고 건강까지 수로로 3,730리 거리였다.
| 현명   | 한자   | 대략적 위치                                    | 현급       | 비고                                                            |
| ------ | ------ | ---------------------------------------------- | ---------- | --------------------------------------------------------------- |
| 이도현 | 夷道縣 | 이창시 이두시                                  | 령(令)     |                                                                 |
| 항산현 | 佷山縣 | 이창시 창양현                                  | 남상(男相) |                                                                 |
| 의창현 | 宜昌縣 | 이창시 쯔구이현 동 백묘자(白廟子) 북서 장강 변 | 령(令)     | 317년(동진 원제 건무 원년), 이도현과 항산현에서 분리신설되었다. |
| 이릉현 | 夷陵縣 | 이창시                                         | 령(令)     |                                                                 |

## 참고 문헌
- 《송서》37권 지 제27 주군3 형주
- 戴均良 등, 《中国古今地名大词典》(중국고금지명대사전), 上海辞书出版社, 2005